# Distrito Sexto Costa de Nogoyá
Distrito Sexto Costa de Nogoyá é uma junta de governo da província de Entre Ríos, na Argentina.